# Distretto di Khao Suan Kwang
Il distretto di Khao Suan Kwang (in thailandese: เขาสวนกวาง) è un distretto (amphoe) della Thailandia, situato nella provincia di Khon Kaen.